# Sinoxylon epipleurale
Sinoxylon epipleurale es una especie de escarabajo del género Sinoxylon, familia Bostrichidae. Fue descrita científicamente por Lesne en 1906.
Se distribuye por África. Habita en Namibia, Zimbabue, Kenia y Tanzania. Los élitros de esta especie son enteramente negros o rojizos oscuros.